# أندرو صامويلز
أندرو صامويلز (بالإنجليزية: Andrew Samuels)‏ هو لاعب كرة قدم أمريكي في مركز الدفاع، ولد في 15 مايو 1997 في تامبا في الولايات المتحدة. لعب مع Rio Grande Valley FC Toros ‏.

## وصلات خارجية
- أندرو صامويلز على موقع الدوري الأمريكي (الإنجليزية)
- أندرو صامويلز على موقع قاعدة بيانات كرة القدم.إي يو (الإنجليزية)